# Новомихайловский (Крымский район)
Новомихайловский — хутор в Крымском районе Краснодарского края России. Входит в состав Адагумского сельского поселения.

## География
Расположен в юго-западной части региона, в пределах Прикубанской наклонной равнины, на реке Хобза.

## Население
| 1999 | 2002 | 2010 |
| ---- | ---- | ---- |
| 10   | ↗12  | ↘3   |

## Инфраструктура
Личное подсобное хозяйство.

## Транспорт
Просёлочная дорога.